# Cholius
Cholius és un gènere d'arnes de la família Crambidae.

## Taxonomia
- Cholius leucopeplalis (Hampson, 1900)
- Cholius luteolaris (Scopoli, 1772)